# The cape (serie de 1996)
The cape es una serie de televisión estadounidense de drama, con elementos de ciencia ficción y acción, producida por sindicación entre los años 1996 y 1997. La serie muestra la historia de miembros selectos del NASA Astronaut Corps en el Centro espacial John F. Kennedy en Cabo Cañaveral (también conocido como The cape en inglés); y se enfoca en la vida de ellos mientras se entrenan y cumplen misiones en transbordadores espaciales. Está protagonizada por Corbin Bernsen como el Coronel de la fuerza aérea Henry J. "Bull" Eckert, un experimentado astronauta que al comienzo de la serie fue el director de entrenamiento de astronautas, pero posteriormente también se encargaba de las responsabilidades de Jefe de la oficina de astronautas.
Los compositores John Debney y Louis Febre ganaron un Emmy por la música para la serie.
- Datos: Q3986198